# Veronica Cartwright
Veronica Cartwright (Bristol, 20 de abril de 1949) é uma atriz inglesa.

## Carreira
Os principais filmes de sua carreira no cinema são The Birds, Alien, Invasion of the Body Snatchers, The Right Stuff, Flight of the Navigator, The Witches of Eastwick; e na televisão, as séries Arquivo X, Law & Order e Eastwick.
Participou ainda da série Daniel Boone, sobre o clássico herói estadunidense, como Gemima Boone. A série foi um sucesso de crítica e público, tendo permanecido no ar por seis temporadas. É irmã de Angela Cartwright, que trabalhou no filme A Noviça Rebelde e na série Perdidos no Espaço.
Em 2014, Cartwright reprisou seu papel como Joan Lambert por episódios de  DLC em Alien: Isolation, baseado no filme original, e apareceu no remake de The Town That Dreaded Sundown. Foi anunciado em 11 de junho de 2019, Cartwright se juntaria ao elenco de General Hospital em um papel extremamente secreto em julho de 2019; no momento, foi relatado que ela aparecerá em um arco "especial" de cinco episódios.

## Cinema
| Ano  | Título                          | Personagem            | Notas                                                           |
| ---- | ------------------------------- | --------------------- | --------------------------------------------------------------- |
| 1958 | In Love and War                 | Allie O'Neill         | Papel não creditado                                             |
| 1961 | The Children's Hour             | Rosalie Wells         |                                                                 |
| 1963 | The Birds                       | Cathy Brenner         |                                                                 |
| 1963 | Spencer's Mountain              | Becky Spencer         | Papel não creditado                                             |
| 1964 | One Man's Way                   | Mary                  |                                                                 |
| 1975 | Inserts                         | Harlene               |                                                                 |
| 1978 | Goin' South                     | Hermine               |                                                                 |
| 1978 | Invasion of the Body Snatchers  | Nancy Bellicec        |                                                                 |
| 1978 | The Kid from Not-So-Big         | Corinne               |                                                                 |
| 1979 | Alien                           | Joan Lambert          |                                                                 |
| 1983 | Nightmares                      | Claire Houston        | (segmento: "Night of the Rat")                                  |
| 1983 | The Right Stuff                 | Betty Grissom         |                                                                 |
| 1984 | Terror in the Aisles            | Nancy Bellicec        | (Imagens de arquivo)                                            |
| 1985 | My Man Adam                     | Elaine Swit           |                                                                 |
| 1986 | Flight of the Navigator         | Helen Freeman         |                                                                 |
| 1987 | Wisdom                          | Samantha Wisdom       |                                                                 |
| 1987 | The Witches of Eastwick         | Felicia Alden         | Indicado - Prêmio Saturno de melhor atriz coadjuvante em cinema |
| 1989 | Valentino Returns               | Patricia 'Pat' Gibbs  |                                                                 |
| 1990 | False Identity                  | Vera Errickson        |                                                                 |
| 1991 | Walking the Dog                 |                       | Curta-metragem                                                  |
| 1992 | Man Trouble                     | Helen Dextra          |                                                                 |
| 1994 | Mirror, Mirror 2: Raven Dance   | Sister Aja            |                                                                 |
| 1994 | Speed                           | Bag Lady              | Papel não creditado                                             |
| 1994 | On Hope                         | Woman in Grocery      | Curta-metragem                                                  |
| 1994 | Two Over Easy                   | Molly                 | Curta-metragem                                                  |
| 1995 | Candyman: Farewell to the Flesh | Octavia Tarrant       |                                                                 |
| 1996 | Shoot the Moon                  | Mrs. Thomas           |                                                                 |
| 1997 | Money Talks                     | Connie Cipriani       |                                                                 |
| 1997 | Sparkler                        | Dottie Delgato        |                                                                 |
| 1998 | My Engagement Party             | Sarah Salsburg        |                                                                 |
| 1999 | A Slipping-Down Life            | Mrs. Casey            |                                                                 |
| 1999 | Trash                           | Principal Evans       |                                                                 |
| 2001 | In the Bedroom                  | Ministra na Televisão |                                                                 |
| 2001 | Critic's Choice                 | Watkins               | Curta-metragem                                                  |
| 2001 | Scary Movie 2                   | Mother                |                                                                 |
| 2002 | Mackenheim                      | Eleanor               | Curta-metragem                                                  |
| 2003 | Just Married                    | Mrs. 'Pussy' McNerney | Papel não creditado                                             |
| 2004 | Twisted                         | Landlady              | Papel não creditado                                             |
| 2004 | Straight-Jacket                 | Jerry Albrecht        |                                                                 |
| 2004 | Kinsey                          | Sara Kinsey           |                                                                 |
| 2005 | Barry Dingle                    | Eleanor Dingle        |                                                                 |
| 2007 | Mommy's House                   | Mommy                 | Curta-metragem                                                  |
| 2007 | The Invasion                    | Wendy Lenk            |                                                                 |
| 2009 | Call of the Wild                | Sheriff Taylor        |                                                                 |
| 2010 | Neowolf                         | Mrs. Belakov          |                                                                 |
| 2011 | InSight                         | Patricia              |                                                                 |
| 2011 | Montana Amazon                  | Margaret              |                                                                 |
| 2012 | The Yellow Wallpaper            | Catherine Sayer       |                                                                 |
| 2013 | The Odd Way Home                | Francine              |                                                                 |
| 2014 | The Town That Dreaded Sundown   | Lillian               |                                                                 |
| 2015 | The Dark Below                  | Tess                  |                                                                 |
| 2019 | Limbo                           | Louise                |                                                                 |
| 2019 | The Field                       | Edith                 | Direção de Tate Bunker                                          |

## Televisão
| Ano             | Título                                            | Personagem                                                       | Notas |
| --------------- | ------------------------------------------------- | ---------------------------------------------------------------- | --- |
| 1959            | Zane Grey Theater                                 | Sarah Butler                                                     | Episódio: "The Lone Woman"                                                                                               |
| 1959            | Make Room for Daddy                               | Girl in Play                                                     | Episódio: "Bob Hope and Danny Become Directors"                                                                          |
| 1959–1961       | Leave It to Beaver                                | Violet Rutherford                                                | Episódio: "The Tooth" Episódio: "Beaver and Violet" Episódio: "Beaver's Rat"                                             |
| 1960            | Alcoa Presents: One Step Beyond                   | Gillian                                                          | Episódio: "The Haunting"                                                                                                 |
| 1960            | The Betty Hutton Show                             | Fake Foster Child                                                | Papel não creditado, Episódio: "Gullible Goldie"                                                                         |
| 1960–1961       | Alfred Hitchcock Presents                         | Judy Davidson                                                    | Episódio: "The Schwartz-Metterklume Method" Episódio: "Summer Shade"                                                     |
| 1961            | Make Room for Daddy                               | Veronica                                                         | Episódio: "Teacher for a Day"                                                                                            |
| 1962            | Route 66                                          | Miriam (9 anos)                                                  | Episódio: "Love Is a Skinny Kid"                                                                                         |
| 1962            | The Twilight Zone                                 | Anne Rogers (11 anos)                                            | Episódio: "I Sing the Body Electric"                                                                                     |
| 1963            | The Dick Powell Theatre                           |                                                                  | Episódio: "The Third Side of a Coin"                                                                                     |
| 1963            | Leave It to Beaver                                | Peggy MacIntosh                                                  | Episódio: "Don Juan Beaver"                                                                                              |
| 1963            | The Eleventh Hour                                 | Judith Cameron Jan Ellendale                                     | Episódio: "My Name Is Judith, I'm Lost, You See" Episódio: "The Silence of Good Men"                                     |
| 1964            | Tell Me Not in Mournful Numbers                   |                                                                  | Telefilme |
| 1964–1966       | Daniel Boone                                      | Jemima Boone                                                     | 37 episódios |
| 1965            | Dr. Kildare                                       | Nancy Hiller                                                     | Episódio: "Take Care of My Little Girl"                                                                                  |
| 1965            | Who Has Seen the Wind?                            | Kiri Radek                                                       | Feito no telefilme |
| 1968            | Mannix                                            | Mrs. Goldberg                                                    | Papel não creditado, Episódio: "Edge of the Knife"                                                                       |
| 1968            | The Name of the Game                              | Nancy Robins                                                     | Episódio: "High on a Rainbow"                                                                                            |
| 1969            | Family Affair                                     | Jo-Ann                                                           | Episódio: "Flower Power"                                                                                                 |
| 1969            | Dragnet 1967                                      | Melissa Stevens                                                  | Episódio: "Personnel: The Shooting"                                                                                      |
| 1969            | Mod Squad                                         | Gail Whitney                                                     | Episódio: "The Girl in Chair Nine"                                                                                       |
| 1970            | Death Valley Days                                 |                                                                  | Episódio: "Simple Question of Justice"                                                                                   |
| 1970            | The Bold Ones: The Lawyers                        | Mary                                                             | Episódio: "Point of Honor"                                                                                               |
| 1970            | Then Came Bronson                                 | Petey Traine                                                     | Episódio: "Still Waters"                                                                                                 |
| 1970            | My Three Sons                                     | Ruth Fletcher                                                    | Episódio: "The Honeymoon"                                                                                                |
| 1973            | Here We Go Again                                  | Nancy                                                            | Episódio: "Sunday, Soggy Sunday"                                                                                         |
| 1976            | Bernice Bobs Her Hair                             | Marjorie                                                         | Feito no telefilme |
| 1976            | Serpico                                           | Lucy                                                             | Episódio: "Dawn of the Furies"                                                                                           |
| 1980            | Guyana Tragedy: The Story of Jim Jones            | Marceline 'Marcy' Jones                                          | Minissérie |
| 1981            | The Big Black Pill                                | Sister Theresa                                                   | Telefilme |
| 1982            | Prime Suspect                                     | Janice Staplin                                                   | Feito no telefilme |
| 1985            | The New Leave It to Beaver                        | Violet Rutherford                                                | Episódio: "Violet Rutherford Returns"                                                                                    |
| 1985            | Robert Kennedy & His Times                        | Ethel Skakel Kennedy                                             | Minisséries |
| 1986            | Intimate Encounters                               | Emily                                                            | Feito no telefilme |
| 1987            | Miami Vice                                        | Society Dame                                                     | Episódio: "By Hooker by Crook"                                                                                           |
| 1988            | Tanner '88                                        | Molly Hark                                                       | Função do contrato |
| 1989            | Desperate for Love                                | Betty Petrie                                                     | Feito no telefilme |
| 1989            | Baywatch                                          | Mrs. Harris                                                      | Papel não creditado, Episódio: "Panic at Malibu Pier"                                                                    |
| 1989–1992       | L.A. Law                                          | A.D.A. Margaret Flanagan                                         | Recorrente |
| 1990            | A Son's Promise                                   | Dorothy Donaldson                                                | Feito no telefilme |
| 1990            | Hitler's Daughter                                 | Patricia Benedict                                                | Feito no telefilme |
| 1991            | CBS Schoolbreak Special                           | Caroline Morris                                                  | Episódio: "Abby, My Love"                                                                                                |
| 1991            | Dead in the Water                                 | Victoria Haines                                                  | Feito no telefilme |
| 1992            | Lincoln & Seward                                  |                                                                  | Feito no telefilme |
| 1992            | Lincoln and the War Within                        |                                                                  | Feito no telefilme |
| 1993            | It's Nothing Personal                             | Barbara                                                          | Feito no telefilme |
| 1993            | Triumph Over Disaster: The Hurricane Andrew Story | Carla Hulin                                                      | Feito no telefilme |
| 1994            | Dead Air                                          | The Caller                                                       | Feito no telefilme |
| 1995            | My Brother's Keeper                               | Pat                                                              | Feito no telefilme |
| 1996            | American Gothic                                   | Angela                                                           | Episódio: "Dr. Death Takes a Holiday"                                                                                    |
| 1996            | The Lottery                                       | Maggie Dunbar                                                    | Feito no telefilme |
| 1996            | Sliders                                           | The Flame                                                        | Voz, Episódio: "The Fire Within"                                                                                         |
| 1997            | ER                                                | Norma Houston                                                    | Episódio: "Whose Appy Now?" Episódio: "Faith" Indicado - Emmy do Primetime de melhor atriz convidada numa série de drama |
| 1997            | Boston Common                                     | Betty                                                            | Episódio: "Here's to You, Mrs. Byrnes"                                                                                   |
| 1997            | Quicksilver Highway                               | Myra                                                             | Feito no telefilme |
| 1997–1998       | George & Leo                                      | Anna                                                             | Episódio: "The Wedding" Episódio: "The Nine Wives of Leo Wagonman"                                                       |
| 1998            | The Rat Pack                                      | Rocky Cooper                                                     | Feito no telefilme |
| 1998–1999, 2018 | The X-Files                                       | Cassandra Spender                                                | 4 episódios Indicado - Emmy do Primetime de melhor atriz convidada numa série de drama (1998–1999)                       |
| 1999            | The Last Man on Planet Earth                      | Director Elizabeth Riggs                                         | Feito no telefilme |
| 1999            | Chicago Hope                                      | Karen Flanders                                                   | Episódio: "Team Play" |
| 1999            | Will & Grace                                      | Judith McFarland                                                 | Episódio: "Homo for the Holidays"                                                                                        |
| 2001            | Inside the Osmonds                                | Olive Osmond                                                     | Feito no telefilme |
| 2001            | Touched by an Angel                               | Shirlee Gibbons                                                  | Episódio: "Famous Last Words"                                                                                            |
| 2002            | Family Law                                        | Norma Benson                                                     | Episódio: "Arlene's Choice"                                                                                              |
| 2002            | Judging Amy                                       | Dorothea Mitchell                                                | Episódio: "A Pretty Good Day"                                                                                            |
| 2003            | Without a Trace                                   | Mrs. Beckworth                                                   | Episódio: "There Goes the Bride"                                                                                         |
| 2004            | Dr. Vegas                                         | Evelyn                                                           | Episódio: "All In" |
| 2004–2005       | Six Feet Under                                    | Peg Kimmel                                                       | Recorrente |
| 2005            | The Closer                                        | Vera Mathers                                                     | Episódio: "Good Housekeeping"                                                                                            |
| 2005            | Without a Trace                                   | Susan                                                            | Episódio: "John Michaels"                                                                                                |
| 2005            | Law & Order: Special Victims Unit                 | Virginia Kennison                                                | Episódio: "Starved" |
| 2005            | Nip/Tuck                                          | Mother Mary Claire                                               | Episódio: "Quentin Costa"                                                                                                |
| 2005–2006       | Invasion                                          | Valerie Shenkman                                                 | Recorrente |
| 2006            | Boston Legal                                      | Judge Peggy Zeder                                                | Episódio: "Helping Hands"                                                                                                |
| 2006            | Cold Case                                         | Mary Ryan                                                        | Episódio: "Dog Day Afternoons"                                                                                           |
| 2006            | CSI: Crime Scene Investigation                    | Diane Chase                                                      | Episódio: "Rashomama" |
| 2006            | 7th Heaven                                        | Ms. Fitzhenry                                                    | Episódio: "A Pain in the Neck"                                                                                           |
| 2006–07         | The Nine                                          | Barbara Dalton                                                   | Episódio: "Brother's Keeper" Episódio: "Confessions" Episódio: "The Inside Man"                                          |
| 2007            | October Road                                      | Lynn Farmer                                                      | Episódio: "Deck the Howls"                                                                                               |
| 2008            | The Mr. Men Show                                  | Little Miss Elderly, Little Miss Jotünheim, Little Miss Scarlett | Voz |
| 2009            | Eastwick                                          | Bun Waverly                                                      | Contract role |
| 2010            | Drop Dead Diva                                    | Marian Porter                                                    | Episódio: "Back from the Dead"                                                                                           |
| 2010            | Memphis Beat                                      | Miranda                                                          | Episódio: "I Shall Not Be Moved"                                                                                         |
| 2010–2012       | Kick Buttowski: Suburban Daredevil                | Ms. Dominic                                                      | Recorrente |
| 2012            | Revenge                                           | Judge Elizabeth Blackwell                                        | Episódio: "Scandal" Episódio: "Justice"                                                                                  |
| 2013            | Non-Stop                                          | Rose                                                             | Feito no telefilme |
| 2014            | Resurrection                                      | Helen Edgerton                                                   | Recorrente |
| 2015            | Bosch                                             | Irène Saxon                                                      | Recorrente |
| 2016            | The Loud House                                    | Sue                                                              | Voz, Episódio: "The Old and the Restless"                                                                                |
| 2016            | Criminal Minds                                    | Flora Martin                                                     | Episódio: "The Bond" |
| 2017            | Mom, I Didn't Do It                               | Judge Tannin                                                     | Feito no telefilme |
| 2018            | Supernatural                                      | Lily Sunder                                                      | Episódio: "Byzantium" |
| 2019            | The Chilling Adventures of Sabrina                | Mrs McGarvey                                                     | Episódio: "Doctor Cerberus’s House of Horror"                                                                            |
| 2019            | General Hospital                                  | ASA                                                              | Participação especial |